# Región de Brong-Ahafo
La región de Brong-Ahafo se encuentra situada en el medio-oeste de Ghana, entre Ashanti y la frontera con Costa de Marfil. La capital de la región es Sunyani.
Aunque esta región tiene una gran variedad de atractivos culturales y de vida salvaje, es menos conocida por los turistas que otras regiones como Ashanti, Región Central o Gran Acra. Los principales reclamos turísticos de la región son: Kintampo, con sus bellas cascadas y su parque, y el Santuario de Monos Boabeng-Fiema.

## Distritos con población estimada en septiembre de 2018
- Asunafo Norte 150,701
- Asunafo Sur 114,462
- Asutifi Norte 64,284
- Asutifi Sur 64,219
- Atebubu Amantin 128,430
- Banda 25,125
- Berekum 156,349
- Dormaa Central 61,439
- Dormaa 136,812
- Dormaa Oeste 58,626
- Jaman Norte 100,514
- Jaman Sur 111,676
- Kintampo Norte 114,482
- Kintampo Sur 97,716
- Nkoranza Norte 80,955
- Nkoranza 111,674
- Pru 156,336
- Sene Este 72,586
- Sene Oeste 69,803
- Sunyani 147,982
- Sunyani Oeste 103,308
- Tain 106,094
- Tano Norte 97,723
- Tano Sur 94,928
- Techiman 178,691
- Techiman Norte 72,593
- Wenchi 108,892

## Historia
La región admininstrativa de Brong-Ahafo se creó en 1959. Se encuentra dentro del área del antiguo Imperio asante, que existió hasta 1900, cuando los británicos lo conquistaron.

## Organización territorial
Brong-Ahafo cuenta con los siguientes veintisiete distritos:
- Asunafo North Municipal
- Asunafo South
- Asutifi North
- Asutifi South
- Atebubu-Amantin
- Banda
- Berekum Municipal
- Dormaa East
- Dormaa Municipal
- Dormaa West
- Jaman North
- Jaman South
- Kintampo Municipal
- Kintampo South
- Nkoranza North
- Nkoranza South
- Pru
- Sene East
- Sene West
- Sunyani Municipal
- Sunyani West
- Tain
- Tano North
- Tano South
- Techiman Municipal
- Techiman North
- Wenchi Municipal